# Hotinet Barra
Hotinet Barra fou un compositor de música francès del segle XVI del que es coneixen les recopilacions Mottetti libro primo (Venècia, 1521), als llibres V, VII i XII de composicions religioses, publicades a París el 1534 i 1535, i als Motetti del Fiore (Lió, 1559) figuren quatre motets un magnificat i una Salve Regina totes a quatre veus.